# グレゴリオ・ベニト
ゴヨ・ベニトことグレゴリオ・ベニト・ルビオ（Gregorio "Goyo" Benito Rubio、1946年10月21日 - 2020年4月2日）は、スペイン・トレド県出身の元同国代表サッカー選手。ポジションはDF。

## 経歴
ベニトは10代の頃は陸上競技をしており、学生時代にやり投のチャンピオンとなったこともある。1963年の夏にレアル・マドリードの下部組織に加入した。1966年にラージョ・バジェカーノへレンタル移籍し、そこで2年間プレーした後、レアル・マドリードへ復帰。公式戦420試合に出場し、6度のリーガ・エスパニョーラ、5度のコパ・デル・レイなどのタイトルを獲得した。
スペイン代表においては22試合出場し、1968年にはメキシコシティオリンピックに参加した。
2020年4月2日、マドリッドで死去。アルツハイマー病を患っていたが、エル・ムンド誌の報道によれば、2019新型コロナウイルス（COVID-19）による合併症を引き起こしたのが死因であるという。73歳没。

## タイトル
- リーガ・エスパニョーラ - 1971–72, 1974–75, 1975–76, 1977–78, 1978–79, 1979–80
- コパ・デル・レイ - 1969–70, 1973–74, 1974–75, 1979–80, 1981–82